# Perturbator
Perturbator, pseudonimo di James Kent (22 gennaio 1993), è un musicista francese.
Compone musica synthwave ed è noto per aver riportato in auge, insieme ad altri artisti come Power Glove e Waveshaper, il genere creato negli anni '80 da alcuni compositori di colonne sonore. Alla base dei suoi dischi, oltre all'estetica, vengono anche sviluppati temi di carattere cyberpunk.

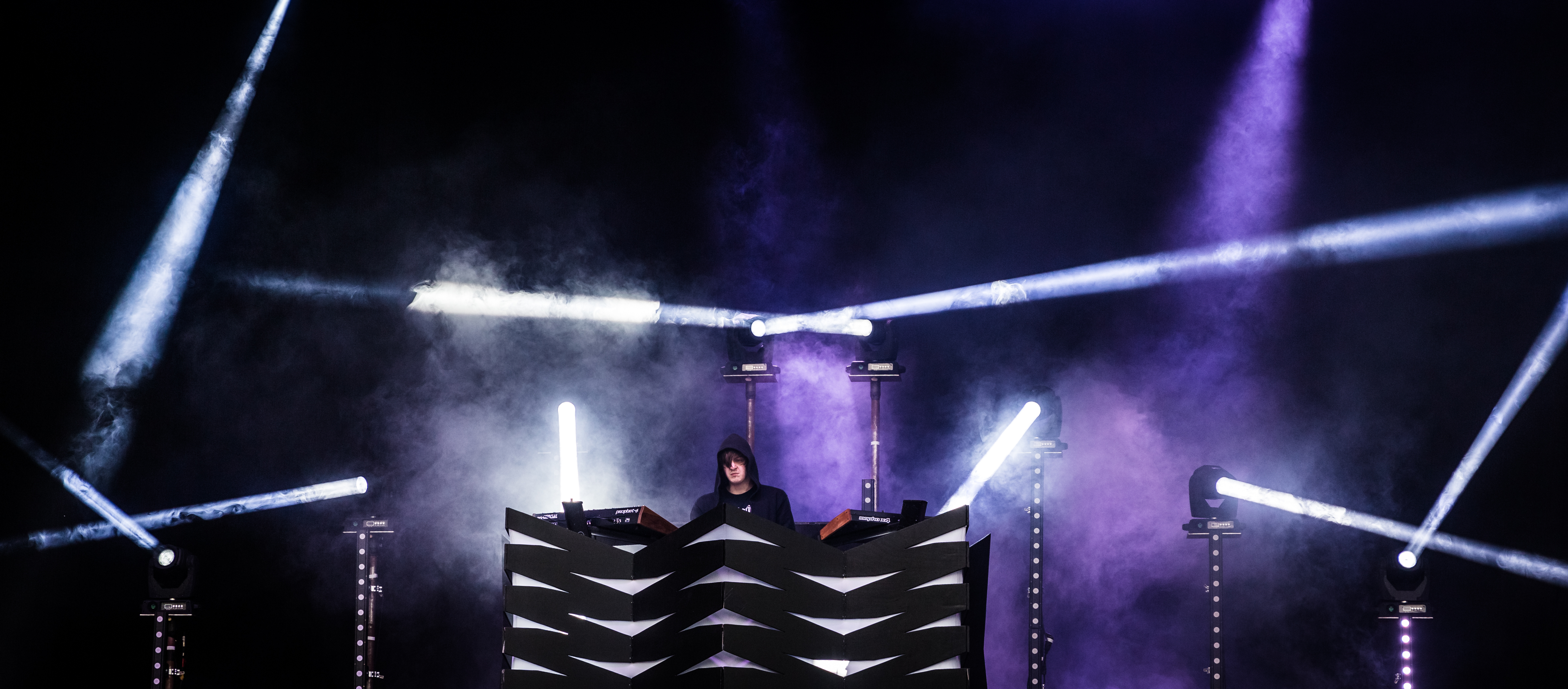
Perturbator - Rock am Ring 2017

## Biografia
James Kent è nato a Parigi nel 1993, dal giornalista e critico musicale britannico Nick Kent, noto per essere stato uno dei principali articolisti di NME, e la giornalista francese Laurence Romance, anch'ella nota per aver intervistato tra gli anni '80 e '90 diverse rockstar famose per riviste francesi.
Il debutto discografico come Perturbator arriva con l'EP autoprodotto Night Driving Avenger, il 20 Marzo del 2012, via web. Successivamente, nello stesso anno, vengono diffusi sotto forma di file MP3 anche i primi due album: TERROR 404 e I Am the Night. Rispettivamente, il 1º maggio e il 21 dicembre. Nel frattempo, il 2 agosto viene diffuso un altro EP: Nocturne City. E, il giorno di Halloween, sempre tramite MP3, lo Split con Protector 101 The 80s Slasher EP. Il 1º Marzo del 2013, invece, viene diffuso un altro Split con Protector 101: LA Cop Duo/Selections. Poi, il 1º giugno dello stesso anno, arriva un terzo EP dal titolo Sexualizer. Il 17 giugno del 2014 viene pubblicato finalmente sul mercato un album in studio, il terzo, Dangerous Days. E, quindi, visto il discreto successo, un anno dopo, la stessa casa discografica (la Blood Music) si impegna nello stampare anche i precedenti due album usciti nel 2012. Mentre, il 6 maggio del 2016 arriva il tanto acclamato quarto full-length The Uncanny Valley, pubblicato sempre dall'etichetta finlandese Blood Music. Il 5 settembre del 2017 viene pubblicato, in gran segreto, un mini-album di sei tracce dal titolo New Model. Seguito l'anno successivo dalla raccolte di rarità in due volumi, B-Sides and Remixes, Vol. I e B-Sides and Remixes, Vol. II.
Nel 2021 è uscito per la stessa casa discografica il quinto album di inediti dal titolo Lustful Sacraments, anticipato a fine febbraio dal singolo Death of the Soul.
Mentre, all'inizio del 2025 è stato annunciato l'accordo con la Nuclear Blast.

## Curiosità
Inizialmente, Kent suonava la chitarra in varie band black metal locali.

## Discografia

### Album in studio
- 2012 – TERROR 404
- 2012 – I Am the Night
- 2014 – Dangerous Days
- 2016 – The Uncanny Valley
- 2021 – Lustful Sacraments

### EP
- 2012 – Night Driving Avenger
- 2012 – Nocturne City
- 2013 – Sexualizer
- 2017 – New Model

### Raccolte
- 2018 – B-Sides and Remixes, Vol. I
- 2018 – B-Sides and Remixes, Vol. II

### Split
- 2012 – The 80s Slasher EP (con Protector 101)
- 2013 – LA Cop Duo/Selections (con Protector 101)

### Apparizioni
- 2013 – Hotline Miami - Soundtrack
- 2015 – Hotline Miami 2: Wrong Number - Soundtrack